# Trabajo cooperativo asistido por computadora
Trabajo cooperativo asistido por computadora (TCAC) fue un término que primero fue utilizado por Irene Gref y Paul M. Cashman en 1984, en un taller de individuos interesados por utilizar la tecnología en sus trabajos. Por el mismo tiempo, en 1987 Dr Charles Findley presentó los conceptos de Trabajo y aprendizaje colaborativo. Según Carstensen y Schmidt TCAC hace referencia a "Cómo las actividades colaborativas y su coordinación puede ser asistido por un sistema computacional" En la otra mano, muchos autores consideran que TCAC y groupware son sinónimos. En la otra mano, diferentes autores claman que los groupwares hacen referencia a los sistemas basados en computación, y TCAC se enfoca al estudio de las herramientas y técnicas de los groupwares así como sus efectos psicológicos, sociales y organizacionales. La definición de Wilson (1991) expresa las diferencias entre estos dos conceptos:

TCAC es un término genérico que combina el entendimiento de las formas en las que las personas trabajan con las tecnologías de las redes computacionales y el hardware, software, servicios y técnicas que están relacionadas.

## Principales preocupaciones de TCAC
TCAC es un área académica que está orientado al diseño y es interdisciplinario por naturaleza, juntando a economistas, teóricos organizacionales, educadores, psicólogos sociales, antropólogos y científicos de la computación, entre otros. La experiencia de los investigadores en los diferentes disciplinas combinadas ayudan a identificar nichos posibles para su desarrollo. Sin importar la variedad de las disciplinas, el TCAC es un campo de investigación identificable que se concentra en entender las características de un grupo de trabajo con los objeticos de diseño adecuado a la tecnología para apoyar el trabajo cooperativo. 
Esencialmente, TCAC va más allá de crear la tecnología y ve en cómo trabaja la gente dentro de grupos y organizaciones y los impactos de la tecnología en sus procesos. El TCAC ha dado una gran extensión de fusionar entre los científicos sociales y tecnológicos así como los desarrolladores trabajan juntos para superar los problemas técnicos y los no técnicos que están en el mismo espacio de usuario. Por ejemplo, muchos profesionales de R&D (Research and Developement, Investigación y Desarrollo) que trabajan con TCAC son computólogos que han realizado que los factores sociales toman un papel importante en el desarrollo de sistemas de colaboración. Por otro lado, muchos científicos sociales que entienden el papel creciente de la tecnología en nuestro mundo social se convierten en tecnólogos que trabajan en los laboratorios de R&D para el desarrollo de los sistemas de cooperación.  
Durante los años, los investigadores de TCAC han identificado un número de dimensiones para el trabajo cooperativo:
- Conciencia: Los individuos que trabajan en conjunto tienen que ser capaces de obtener un cierto nivel de conocimiento compartido sobre las actividades de cada uno.[5]
- Trabajo Articulación: Los individuos que cooperan deben de alguna manera poder particionar el trabajo en unidades, dividirlo entre ellos y, después de que se realiza el trabajo, reintegrar.[6][7]
- Apropiación (o adaptabilidad): cómo un individuo o grupo adapta una tecnología a su propia situación particular; la tecnología puede ser apropiada de una manera completamente no deseada por los diseñadores.
- Consignaciones: Cómo un individuo o grupo se adapta una tecnología para su situación particular; la tecnología puede ser apropiada de una manera no intencional por los diseñadores.[8][9][10]

Estos conceptos han derivado a través del análisis de los sistemas diseñados por los investigadores en la comunidad de TCAC, o a través de los estudios de sistemas existentes(por ejemplo, Wikipedia[cita requerida]). Los investigadores de TCAC que diseñan y construyen sistemas tratan de abordar los conceptos básicos en formas novedosas. Sin embargo, la complejidad del dominio hace que sea difícil producir resultados concluyentes; el éxito de los sistemas TCAC son a menudo tan dependientes de la peculiaridad del contexto social que es difícil de generalizar. En consecuencia, los sistemas TCAC que están basados en el diseño de los exitosos pueden no ser apropiados en otros contextos que aparentemente son similares por una variedad de razones que son casi imposibles de identificar a priori. El investigador de TCAC Mark Ackerman llama a esto "brecha entre lo que sabemos que debemos apoyar socialmente y lo que podemos apoyar técnicamente" la brecha socio-técnico, y describe el agenda principal de la investigación el TCAC para ser la "exploración, entendimiento y esperanza de mejorar" la brecha.

## CSCW Matrix

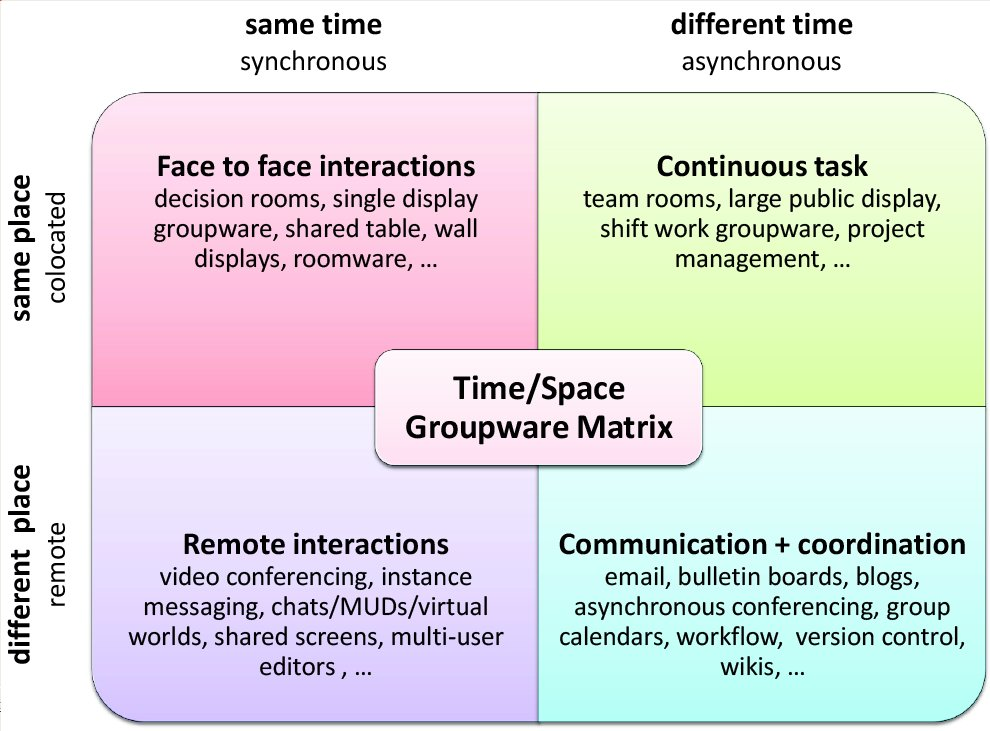
the CSCW Matrix

Una de las formas más comunes de la conceptualización de sistemas de TCAC es considerar el contexto del uso de un sistema. Un tal conceptualización es la Matriz TCAC, introducido por primera vez en 1988 por Johansen; también aparece en Baecker (1995) La matriz considera contextos de trabajo a lo largo de dos dimensiones: primero, si la colaboración es co-localizado o geográficamente distribuida, segundo, si los individuos colaboran de forma sincrona o asíncrona

### Mismo tiempo/mismo lugar
Interacción cara a cara
- Roomware
- mesas compartidas, pantallas en paredes
- Pizarrones digitales
- Sistemas de encuentro electrónico
- Groupware de una sola pantalla

### Mismo tiempo/diferente lugar
Interacción remota
- Sistemas de encuentro electrónico
- Videoconferencias
- Groupware de tiempo real
- Mensajería (instantánea, correo, chat)

### Diferente tiempo/mismo lugar
Trabajo continuo
- Cuartos de equipo
- Pantallas grandes
- Post-it
- Cuarto de dirección

### Diferente tiempo/diferente lugar
Comunicación y coordinación
- Sistemas de encuentro electrónico
- Blogs
- Flujo de trabajo
- Control de versiones

## Retos en TCAC

### Liderazgo
Generalmente los equipos que trabajan en TCAC necesitan del mismo tipo de liderazgo que los otros equipos. Aunque la investigación han mostrado que los equipos de TCAC distribuido necesitan más de la dirección que los equipos tradicionales, para promover la cohesión y gustos ya que las personas no van a tener suficientes oportunidades para interactuar en persona antes y después de formar el grupo de trabajo.

### Creatividad
Con el aumento de la participación en los entornos de trabajo TCAC, los investigadores se han interesado en el estudio de la creatividad en los foros. Sin embargo, la investigación ha demostrado que los elementos de la interfaz de entornos TCAC a menudo ralentizan la colaboración creativa debido al diseño de las propias interfaces. Parece que hay una brecha entre lo que la gente necesita socialmente para participar en la creatividad y los diseños técnicos disponibles para apoyar esa creatividad. Como tal, los investigadores continúan investigando las herramientas que las personas necesitan para trabajar creativamente en grupos y están centrando sus esfuerzos en el desarrollo de sistemas utilizables, para apoyar a cultivar entrada de grupo creativo y la participación.

### Adopción del Groupware
Groupware va de la mano con TCAC. El término se refiere a software que está diseñado para apoyar las actividades de un grupo u organización en una red, incluyendo correo electrónico, herramientas de conferencia, calendarios de grupo, herramientas de gestión de flujo de trabajo, etc.
Mientras que el groupware permite a equipos dispersos geográficamente para lograr las metas organizacionales y participar en el trabajo cooperativo, también hay muchos retos que lo acompañan en el uso de tales sistemas. Por ejemplo, trabajo en grupo a menudo requiere que los usuarios aprendan usar un nuevo sistema, lo cual hace que los usuarios perciban como la creación de trabajo sin mucho beneficio. Si los miembros del equipo no están dispuestos a aprender y adoptar un groupware, es difícil (si no imposible) para la organización desarrollar la masa crítica necesaria para el trabajo en grupo de forma útil. Además, la investigación ha encontrado que groupware requiere una cuidadosa aplicación en un ambiente de grupo, y los desarrolladores de productos no han sido aún capaces de encontrar la manera más óptima para introducir estos tipos de sistemas en entornos organizacionales.
En el aspecto técnico, los problemas de redes a menudo crean desafíos en el uso de groupware para TCAC. Aunque el acceso a Internet es cada vez más omnipresente, los usuarios dispersos geográficamente aún enfrentan desafíos por distintas condiciones de la red. Por ejemplo, las conferencias web puede ser muy difíciles si algunos miembros tienen una conexión muy lenta mientras que otros son capaces de utilizar conexiones de alta velocidad

### Grupos intergeneracionales
Uno de los desafíos recurrentes en entornos TCAC es el desarrollo de una infraestructura que pueda superar las diferencias intergeneracionales en los equipos virtuales.
Lo ideal sería que los diseños de sistemas se acomoden a todos los miembros del equipo, pero orientando los trabajadores seniors a las nuevas herramientas de TCAC podrían ser difícil. Esto puede causar problemas en los equipos virtuales debido a la necesidad de incorporar la riqueza de conocimiento y experiencia que tienen los trabajadores mayores con los retos tecnológicos de los nuevos entornos virtuales. Orientar y reconversión de los trabajadores seniors para utilizar eficazmente las nuevas tecnologías puede ser difícil, ya que por lo general tienen menos experiencia que los trabajadores más jóvenes con el aprendizaje de estas nuevas tecnologías.

## Ventajas del TCAC
Mientras que los entornos de trabajo TCAC sin duda se enfrentan a retos, pero también ofrecen muchas ventajas. Por ejemplo, los equipos que trabajan juntos asíncronamente permiten a los usuarios el lujo de contribuir lo que quieren, desde lugares que quieren así eliminando la necesidad de los miembros e "sincronizar el horario. TCAC también permite a los empleados con una experiencia específica a formar parte de los equipos sin la preocupación de la restricción geográfica
TCAC también puede dar lugar a importantes ahorros de costeos a las empresas que llevan a cabo los equipos virtuales y permiten a los empleados trabajar en casa eliminando la necesidad de viajar, alquilado de oficinas, estacionamiento, equipo de oficina, electricidad, etc. Desde la perspectiva del empleado, los costos de trayecto y tiempo también se elimina.
Además, la investigación ha demostrado que el uso de múltiples hilos de comunicación puede aumentar la participación del grupo y aportación de más miembros del equipo y a fomentar una estructura de comunicación menos igualitaria. En la misma línea, la comunicación TCAC basado en texto, tales como el correo electrónico, permite a los usuarios mantener un registro de la comunicación y puede promover la colaboración a largo plazo y el aprendizaje a través de observación de los otros.

## Retos en la investigación de TCAC

### Significados Diferentes
Incluso dentro del campo de TCAC, los investigadores se basan frecuentemente en diferentes revistas, investigaciones, factores contextuales y escuelas de pensamiento, lo cual puede resultar en desacuerdo y confusión, especialmente cuando se utilizan términos comunes en el ámbito de diferentes maneras ("usuario", "aplicación, "etc.) Además, las necesidades del usuario cambian con el tiempo y son muchas veces no está claro para los participantes debido a su naturaleza evolutiva y el hecho de que los requisitos son siempre en proceso de cambio

### Identificación de las Necesidades del Usuario
Como las organizaciones están matizadas, los investigadores de TCAC tienen dificultades decidiendo que herramientas beneficiarán al grupo particular.
Esto se ve agravado por el hecho de que es casi imposible de identificar con precisión al usuario/grupo/necesidades y requisitos de organizacionales debido a que tales necesidades y requisitos cambian inevitablemente a través de la introducción del sistema. Incluso cuando los investigadores estudian los requisitos a través de varias iteraciones, tales requisitos cambian frecuentemente y evolucionan una vez más en el momento en que los investigadores han completado una iteración particular de investigación.

### Evaluación y Medición
El rango de enfoques disciplinarios apalancadas en la implementación de sistemas TCAC, lo hace difícil de evaluar, medir, y generalizar a varias poblaciones. Debido a que los investigadores que evalúan los sistemas TCAC a menudo pasan por alto los datos cuantitativos en favor de la investigación naturalista, los resultados pueden ser en gran parte subjetiva por la complejidad y los matices de las organizaciones. Posiblemente como resultado del debate entre los investigadores cualitativos y cuantitativos, tres enfoques de evaluación han surgido en los sistemas TCAC para examinando literal. Sin embargo, cada enfoque se enfrenta a sus propios retos y debilidades únicas:
Marcos Orientados a la Metodología explica los métodos de investigación a disposición de investigadores TCAC sin proporcionar una guía para seleccionar el mejor método para una pregunta o población de investigación en particular.
Marcos Conceptuales proporcionan guías para factores determinados que un investigador debe considerar y evaluar a través de la investigación de TCAC pero dejar de vincular construcciones conceptuales con los enfoques metodológicos determinantes. Así, mientras que los investigadores sepan qué factores son importantes para su investigación, ellos pueden tener dificultades para entender que metodologías se traducirá en los resultados más informativos.
Marcos Orientados al Concepto proporciona asesoramiento específico para el estudio de aspectos aislados de TCAC, pero carecen de una guía en cuanto a cómo las áreas específicas de estudio se pueden combinar para formar una visión más global.

## Conferencias de TCAC
Desde 2010, la Asociación para Maquinaria Computacional ha organizado conferencias anuales en TCAC en Estados Unidos y antes desde 1986 ha sido cada dos años. La conferencia se lleva a cabo cada febrero y busca presentar las investigaciones del diseño y uso de la tecnología que afecta al trabajo organizacional y grupal. Con el rápido aumento del desarrollo de nuevos dispositivos que permiten la colaboración de diferentes lugares y contextos, el TCAC busca reunir a investigadores de todo el mundo académico y la industria para discutir las múltiples facetas de la colaboración virtual desde perspectivas sociales y técnicas. 
Internacionalmente, el IEEE patrocina a la Conferencia Internacional sobre Trabajo Asistido por Computadora y Diseño, la cual toma lugar cada año. En adición, la Sociedad Europea para Tecnología Embebida Socialmente patrocina la Conferencia Europea para Trabajo Asistido Cooperativo Asistido por Computadora, la cual toma lugar cada dos años desde 1989.

## Trabajos más citados para TCAC
El 47 CSCW Handbook Papers. Esta lista de trabajo es el resultado del análisis de los trabajos de TCAC citados. Se estableció en 2006 y fue revisado por la comunidad de TCAC. Esta lista solamente contiene los trabajos publicados en una conferencia; los trabajos publicados en otros lugares también tienen un impacto importante en la comunidad de TCAC
1. Dourish, P.; Bellotti, V. (1992). «Awareness and coordination in shared workspaces». Proceedings of the 1992 ACM conference on Computer-supported cooperative work. ACM Press New York, NY, USA. pp. 107-114,.
2. Grudin, J. (1988). «Why CSCW applications fail: problems in the design and evaluation of organization of organizational interfaces». Proceedings of the 1988 ACM conference on Computer-supported cooperative work. ACM Press New York, NY, USA. pp. 85-93.
3. Root, R.W. (1988). «Design of a multi-media vehicle for social browsing». Proceedings of the 1988 ACM conference on Computer-supported cooperative work. ACM Press New York, NY, USA. pp. 25-38.
4. Patterson, J.F.; Hill, R.D.; Rohall, S.L.; Meeks, S.W. (1990). «Rendezvous: an architecture for synchronous multi-user applications». Proceedings of the 1990 ACM conference on Computer-supported cooperative work. ACM Press New York, NY, USA. pp. 317-328.
5. Greenberg, S.; Marwood, D. (1994). «Real time groupware as a distributed system: concurrency control and its effect on the interface». Proceedings of the 1994 ACM conference on Computer supported cooperative work. ACM Press New York, NY, USA. pp. 207-217.
6. Nardi, B.A.; Whittaker, S.; Bradner, E. (2000). «Interaction and outeraction: instant messaging in action». Proceedings of the 2000 ACM conference on Computer supported cooperative work. ACM Press New York, NY, USA. pp. 79-88.
7. Hughes, J.A.; Randall, D.; Shapiro, D. (1992). «Faltering from ethnography to design». Proceedings of the 1992 ACM conference on Computer-supported cooperative work. ACM Press New York, NY, USA. pp. 115-122.
8. Tang, J.C.; Isaacs, E.A.; Rua, M. (1994). «Supporting distributed groups with a Montage of lightweight interactions». Proceedings of the 1994 ACM conference on Computer supported cooperative work. ACM Press New York, NY, USA. pp. 23-34.
9. Neuwirth, C.M.; Kaufer, D.S.; Chandhok, R.; Morris, J.H. (1990). «Issues in the design of computer support for co-authoring and commenting». Proceedings of the 1990 ACM conference on Computer-supported cooperative work. ACM Press New York, NY, USA. pp. 183-195.
10. Crowley, T.; Milazzo, P.; Baker, E.; Forsdick, H.; Tomlinson, R. (1990). «MMConf: an infrastructure for building shared multimedia applications». Proceedings of the 1990 ACM conference on Computer-supported cooperative work. ACM Press New York, NY, USA. pp. 329-342.
11. Roseman, M.; Greenberg, S. (1992). «GROUPKIT: a groupware toolkit for building real-time conferencing applications». Proceedings of the 1992 ACM conference on Computer-supported cooperative work. ACM Press New York, NY, USA. pp. 43-50.
12. Shen, H.H.; Dewan, P. (1992). «Access control for collaborative environments». Proceedings of the 1992 ACM conference on Computer-supported cooperative work. ACM Press New York, NY, USA. pp. 51-58.
13. Gaver, W.W. (1992). «The affordances of media spaces for collaboration». Proceedings of the 1992 ACM conference on Computer-supported cooperative work. ACM Press New York, NY, USA. pp. 17-24.
14. Orlikowski, W.J. (1992). «Learning from Notes: organizational issues in groupware implementation». Proceedings of the 1992 ACM conference on Computer-supported cooperative work. ACM Press New York, NY, USA. pp. 362-369.
15. Sun, C.; Ellis, C. (1998). «Operational transformation in real-time group editors: issues, algorithms, and achievements». Proceedings of the 1998 ACM conference on Computer supported cooperative work. ACM Press New York, NY, USA. pp. 59-68.
16. Bly, S.A. (1988). «A use of drawing surfaces in different collaborative settings». Proceedings of the 1988 ACM conference on Computer-supported cooperative work. ACM Press New York, NY, USA. pp. 250-256.
17. Leland, M.D.P.; Fish, R.S.; Kraut, R.E. (1988). «Collaborative document production using quilt». Proceedings of the 1988 ACM conference on Computer-supported cooperative work. ACM Press New York, NY, USA. pp. 206-215.
18. Conklin, J.; Begeman, M.L. (1988). «gIBIS: a hypertext tool for exploratory policy discussion». ACM Transactions on Information Systems (TOIS) 6 (4): 303-331. doi:10.1145/58566.59297. Consultado el 3 de agosto de 2007.
19. Bentley, R.; Hughes, J.A.; Randall, D.; Rodden, T.; Sawyer, P.; Shapiro, D.; Sommerville, I. (1992). «Ethnographically-informed systems design for air traffic control». Proceedings of the 1992 ACM conference on Computer-supported cooperative work. ACM Press New York, NY, USA. pp. 123-129.
20. Mantei, M. (1988). «Capturing the capture concepts: a case study in the design of computer-supported meeting environments». Proceedings of the 1988 ACM conference on Computer-supported cooperative work. ACM Press New York, NY, USA. pp. 257-270.
21. Lantz, K.A. (1986). «An experiment in integrated multimedia conferencing». Proceedings of the 1986 ACM conference on Computer-supported cooperative work. ACM Press New York, NY, USA. pp. 267-275.
22. Harrison, S.; Dourish, P. (1996). «Re-place-ing space: the roles of place and space in collaborative systems». Proceedings of the 1996 ACM conference on Computer supported cooperative work. ACM Press New York, NY, USA. pp. 67-76.
23. Roseman, M.; Greenberg, S. (1996). «TeamRooms: network places for collaboration». Proceedings of the 1996 ACM conference on Computer supported cooperative work. ACM Press New York, NY, USA. pp. 325-333.
24. Ishii, H. (1990). «TeamWorkStation: towards a seamless shared workspace». Proceedings of the 1990 ACM conference on Computer-supported cooperative work. ACM Press New York, NY, USA. pp. 13-26.
25. Ressel, M.; Nitsche-ruhland, D.; Gunzenhäuser, R. (1996). «An integrating, transformation-oriented approach to concurrency control and undo in group editors». Proceedings of the 1996 ACM conference on Computer supported cooperative work. ACM Press New York, NY, USA. pp. 288-297.
26. Edwards, W.K. (1996). «Policies and roles in collaborative applications». Proceedings of the 1996 ACM conference on Computer supported cooperative work. ACM Press New York, NY, USA. pp. 11-20.
27. Bellotti, V.; Bly, S. (1996). «Walking away from the desktop computer: distributed collaboration and mobility in a product design team». Proceedings of the 1996 ACM conference on Computer supported cooperative work. ACM Press New York, NY, USA. pp. 209-218.
28. Ackerman, M.S. (1998). «Augmenting Organizational Memory: A Field Study of Answer Garden». ACM Transactions on Information Systems 16 (3): 203-224. doi:10.1145/290159.290160. Consultado el 3 de agosto de 2007.
29. Abbott, K.R.; Sarin, S.K. (1994). «Experiences with workflow management: issues for the next generation». Proceedings of the 1994 ACM conference on Computer supported cooperative work. ACM Press New York, NY, USA. pp. 113-120.
30. Resnick, P.; Iacovou, N.; Suchak, M.; Bergstrom, P.; Riedl, J. (1994). «GroupLens: an open architecture for collaborative filtering of netnews». Proceedings of the 1994 ACM conference on Computer supported cooperative work. ACM Press New York, NY, USA. pp. 175-186.
31. Prakash, A.; Shim, H.S. (1994). «DistView: support for building efficient collaborative applications using replicated objects». Proceedings of the 1994 ACM conference on Computer supported cooperative work. ACM Press New York, NY, USA. pp. 153-164.
32. Streitz, N.A.; Geißler, J.; Haake, J.M.; Hol, J. (1994). «DOLPHIN: integrated meeting support across local and remote desktop environments and LiveBoards». Proceedings of the 1994 ACM conference on Computer supported cooperative work. ACM Press New York, NY, USA. pp. 345-358.
33. Foster, G.; Stefik, M. (1986). «Cognoter: theory and practice of a colab-orative tool». Proceedings of the 1986 ACM conference on Computer-supported cooperative work. ACM Press New York, NY, USA. pp. 7-15.
34. Shen, C.; Lesh, N.B.; Vernier, F.; Forlines, C.; Frost, J. (2002). «Sharing and building digital group histories». Proceedings of the 2002 ACM conference on Computer supported cooperative work. ACM Press New York, NY, USA. pp. 324-333.
35. Sohlenkamp, M.; Chwelos, G. (1994). «Integrating communication, cooperation, and awareness: the DIVA virtual office environment». Proceedings of the 1994 ACM conference on Computer supported cooperative work. ACM Press New York, NY, USA. pp. 331-343.
36. Olson, J.S.; Teasley, S. (1996). «Groupware in the wild: lessons learned from a year of virtual collocation». Proceedings of the 1996 ACM conference on Computer supported cooperative work. ACM Press New York, NY, USA. pp. 419-427.
37. Reder, S.; Schwab, R.G. (1990). «The temporal structure of cooperative activity». Proceedings of the 1990 ACM conference on Computer-supported cooperative work. ACM Press New York, NY, USA. pp. 303-316.
38. Fish, R.S.; Kraut, R.E.; Chalfonte, B.L. (1990). «The VideoWindow system in informal communication». Proceedings of the 1990 ACM conference on Computer-supported cooperative work. ACM Press New York, NY, USA. pp. 1-11.
39. Haake, J.M.; Wilson, B. (1992). «Supporting collaborative writing of hyperdocuments in SEPIA». Proceedings of the 1992 ACM conference on Computer supported cooperative work. ACM Press New York, NY, USA. pp. 138-146.
40. Hudson, S.E.; Smith, I. (1996). «Techniques for addressing fundamental privacy and disruption tradeoffs in awareness support systems». Proceedings of the 1996 ACM conference on Computer supported cooperative work. ACM Press New York, NY, USA. pp. 248-257.
41. MacKay, W.E. (1990). «Patterns of sharing customizable software». Proceedings of the 1990 ACM conference on Computer-supported cooperative work. ACM Press New York, NY, USA. pp. 209-221.
42. Trigg, R.H.; Suchman, L.A.; Halasz, F.G. (1986). «Supporting collaboration in notecards». Proceedings of the 1986 ACM conference on Computer-supported cooperative work. ACM Press New York, NY, USA. pp. 153-162.
43. Patterson, J.F.; Day, M.; Kucan, J. (1996). «Notification servers for synchronous groupware». Proceedings of the 1996 ACM conference on Computer supported cooperative work. ACM Press New York, NY, USA. pp. 122-129.
44. Myers, B.A.; Stiel, H.; Gargiulo, R. (1998). «Collaboration using multiple PDAs connected to a PC». Proceedings of the 1998 ACM conference on Computer supported cooperative work. ACM Press New York, NY, USA. pp. 285-294.
45. Ackerman, M.S.; Halverson, C. (1998). «Considering an organization's memory». Proceedings of the 1998 ACM conference on Computer supported cooperative work. ACM Press New York, NY, USA. pp. 39-48.
46. Teasley, S.; Covi, L.; Krishnan, M.S.; Olson, J.S. (2000). «How does radical collocation help a team succeed?». Proceedings of the 2000 ACM conference on Computer supported cooperative work. ACM Press New York, NY, USA. pp. 339-346.
47. Kuzuoka, H.; Kosuge, T.; Tanaka, M. (1994). «GestureCam: a video communication system for sympathetic remote collaboration». Proceedings of the 1994 ACM conference on Computer supported cooperative work. ACM Press New York, NY, USA. pp. 35-43.

## Ligas Externas
- CSCW Conference, ACM CSCW Conference Series
- European CSCW Conference Foundation, European CSCW Conference Series
- GROUP Conference
- COOP Conference

- Datos: Q1461602